# Twaalf met de post
Twaalf met de post (Deens: Tolv med posten) is een sprookje van Hans Christian Andersen uit 1859.

## Het verhaal
Het verhaal gaat over twaalf reizigers (symbolisch voor de twaalf kalendermaanden) die op oudejaarsavond bij een niet nader genoemde stad aankomen in een postkoets buiten de stadspoorten. De reizigers, met de namen van de maanden van het jaar, stellen zich voor aan het gewone volk. Ze hebben allemaal een paspoort en cadeautjes voor de stedelingen bij zich.
De schildwacht vraagt om hun persoonlijke gegevens. Januari is een koopman gekleed in berenvel en bontlaarzen. Hij geeft geld weg en 31 dansballen. Februari stelt zich voor als Prins Carnaval en heeft slechts 28 dagen te leven. Maart is gerelateerd aan de zogenaamde "Veertig Ridders" en Weerprofeet. Hij brengt een boeket viooltjes als cadeau en zijn favoriete drankje is punch. April roept hem, een huisbaas, die een prachtige zomergarderobe voor de stadsbewoners in zijn bagage heeft. Nu stapt de eerste vrouw uit de postwagen. Juffrouw Mei stelt zich voor met een zomerjas en overschoenen, een limoenbladachtige jurk, anemonen in het haar en een doordringende geur van lievevrouwebedstro. De mevrouw Juni en haar jongere broer Juli stappen uit. Juni is een fijne, trotse en rijke dame die zich een eigen koets kan permitteren, maar toch in de postkoets is gestapt. Haar broer Julius is gekleed voor de zomer, met een panamahoed en zwembroek. Mevrouw Augusta is een dikke fruitverkoopster. De kunstschilder September brengt veel verfpotten om de bladeren van de boom in herfstkleuren te schilderen. Grondbezitter Oktober heeft een hond en een jachtgeweer bij zich en is bijna niet te verstaan door zijn gehoest. November is een goed verzorgde houtzager, geplaagd door een verkoudheid. Moeder December is een oude vrouw met heldere, glanzende ogen. Ze heeft een bloempot in haar arm, waarin een kleine dennenboom is geplant die op kerstavond volgroeid zal zijn. De reizigers mogen een voor een de stad is, Januari als eerste.